# حمادة فراعنة
حمادة فراعنة هو كاتب وباحث سياسي أردني من مواليد عمان سنة 1950.

## أعماله
فاز بعضوية مجلس النواب الأردني الثالث عشر 1997م، وهو أيضاً عضو في المجلس الوطني الفلسطيني منذ عام 1984 وحتى الآن، وهو عضو سابق في الجبهة الديمقراطية لتحرير فلسطين.
له 17 عشر كتاباً من أبرزها: فشل المفاوضات وتغيير قواعد اللعبة وهو كتاب مرجعي في المفاوضات الفلسطينية الإسرائيلية، وكذلك كتابه الهام «تنظيمات إسلاميه عابرة للحدود» وهو أيضاً مرجعيه عن التنظيمات الإسلامية الخمسة: الإخوان المسلمين، ولاية الفقيه، تنظيم القاعدة، تنظيم الدولة الإسلامية- داعش، حزب التحرير الإسلامي.
قضى أكثر من عشر سنوات في السجون والمعتقلات على عدة فترات كـ سجين سياسي.

## الأوسمة
حصل على وسام الاستقلال من الدرجة الأولى من الراحل الملك حسين عام 1991
حصل على وسام القدس من الرئيس الراحل ياسر عرفات عام 1984.

## من إصداراته
- السودان إعادة البناء (المؤلف مع آخرين) 1993.
- حزب الإخوان المسلمين في الميزان 2003.
- أبو مازن أول رئيس حكومة فلسطينية 2003.
- صدام حسين- نهاية مرحلة 2003.
- الانتخابات وسيلة تعبير وأداة تغيير 2004.
- تطورات المشهد السياسي الأردني 2005-2007.
- العلاقات العربية التركية 2010.
- الإخوان المسلمون ودورهم السياسي 2013.